# ماركو كيوسا
ماركو كيوسا (بالإيطالية: Marco Chiosa)‏ (19 نوفمبر 1993 في إيطاليا - ) هو لاعب كرة قدم إيطالي في مركز الدفاع. شارك مع منتخب إيطاليا تحت 19 سنة لكرة القدم ومنتخب إيطاليا تحت 20 سنة لكرة القدم ومنتخب إيطاليا لكرة القدم للدرجة الثانية ‏ ومنتخب إيطاليا تحت 21 سنة لكرة القدم. أما مع النوادي، فقد لعب مع نادي أفيلينو ونادي باري ونادي تورينو وإيه جي نوسرينا 1910 ‏.

## روابط خارجية
- ماركو كيوسا على موقع قاعدة بيانات كرة القدم.إي يو (الإنجليزية)
- ماركو كيوسا على موقع Soccerway.com (الإنجليزية)
- ماركو كيوسا على موقع عالم كرة القدم.نت (الإنجليزية)
- ماركو كيوسا على موقع AS.com (الإسبانية)